# Caio Vidal
Caio Vidal (* 4. November 2000 in Fortaleza), mit vollständigen Namen Caio Vidal Rocha, ist ein brasilianischer Fußballspieler.

## Karriere
Caio Vidal erlernte das Fußballspielen in der Jugendmannschaften von Grêmio Recreativo Pague Menos, CA do Porto und Internacional Porto Alegre. Bei Internacional unterschrieb er am 1. Dezember 2020 seinen ersten Vertrag. Der Verein aus Porto Alegre spielte in der ersten brasilianischen Liga, der Série A. Sein Debüt in der Série A gab er am 22. November 2020 (22. Spieltag) im Heimspiel gegen Fluminense Rio de Janeiro. Hier stand er in der Startelf und wurde in der 85. Minute gegen Yuri Alberto ausgewechselt. Fluminense Rio de Janeiro gewann das Spiel mit 2:1.